# 벨라루스의 코로나19 범유행
다음은 벨라루스의 코로나19 범유행 현황에 대한 설명이다.
2019~20년 코로나바이러스 대유행은 2020년 2월 28일 민스크에 국내 최초로 COVID-19가 등록되면서 벨라루스까지 확산된 것으로 확인됐다.

## 배경
세계보건기구(WHO)는 12일 2019년 12월 31일 처음 WHO의 주목을 받았던 중화인민공화국 후베이성 우한시의 한 집단에서 신종 코로나바이러스가 호흡기 질환의 원인임을 확인했다. 이 군단은 처음에 우한화난수산물도매시장과 연결되어 있었다. 그러나 실험실 확정 결과가 나온 그 첫 사례들 중 일부는 시장과 연관성이 없었고, 전염병의 근원은 알려져 있지 않다.
2003년 사스와 달리 COVID-19의 경우 치명률은 훨씬 낮았지만, 총 사망자 수가 상당할 정도로 감염 경로는 훨씬 더 컸다. COVID-19는 전형적으로 약 7일 정도의 독감과 유사한 증상을 보이며, 그 후 일부 사람들은 병원에 입원해야 하는 바이러스성 폐렴의 증상으로 발전한다. 3월 19일부터 COVID-19는 더 이상 "높은 결과 감염병"으로 분류되지 않았다.

## 경제적 영향
2020년 3월 30일, 벨라루스와 IMF는 코로나바이러스 대유행으로 인한 경제적 손실을 보상하기 위한 9억 달러의 대출에 대한 협상을 시작했다.
벨라루스 국립은행 자료에 따르면 3월 인플레이션이 가속화돼 2월보다 0.85% 높은 4.9%를 기록했다.
4월 10일, 미국 국제개발처(USAID)는 코로나바이러스 유행에 대처하기 위해 벨라루스를 위해 1.3m의 재정지원을 발표했다.

## 같이 보기
- 유럽의 코로나19 범유행
- 나라별 코로나19 범유행